# Газда, Даниэль
Даниэль Газда (чеш. Daniel Gazda; род. 13 августа 1997, Злин) — чешский хоккеист, защитник клуба Чешской хоккейной лиги «Динамо Пардубице» (с 2025 года). Игрок сборной Чехии по хоккею с шайбой.

## Клубная карьера
Даниэль Газда с 2012 года выступал за команду своего родного города и дебютировал в чешской Экстралиги в основном составе в сезоне 2016/2017 годов. Также выступал на правах аренды в Чешской лиге за ХК «Зубр» из Пршерова, ХК «Торакс» из Порубы и за «Годонин».
15 апреля 2020 года «Газда» подписала долгосрочный контракт со «Злином», но уже в сезоне 2022/2023 года играл в составе «Мотора» из Ческе-Будеёвице. Сезон 2023/2024 годов провёл в чешской «Комете», а сезон 2024/2025 года отыграл в финской лиге за «Ильвес». В 2025 году подписал соглашение с ХК «Динамо Пардубице».

## Карьера в сборной
Весной 2025 года был включён в состав сборной Чехии на чемпионат мира по хоккею с шайбой 2025 года, который состоялся в Швеции и Дании.